# Backa (commune de Rättvik)
Pour les articles homonymes, voir Backa.
Backa est une localité de Suède dans la commune de Rättvik située dans le comté de Dalécarlie.
Sa population était de 619 habitants en 2019.